# US Dax
Die Union Sportive Dacquoise (kurz US Dax) ist polysportiver Verein aus der französischen Stadt Dax im Département Landes. Die mit Abstand bedeutendste und erfolgreichste Abteilung ist Rugby Union. Die weiteren Abteilungen des Sportvereins sind Leichtathletik, Badminton, Basketball, Radsport, Judo, Golf, Schwimmen, Pelota, Ski, Tennis und Volleyball.

## Geschichte
Die Rugby-Mannschaft ist in der höchsten Liga Top 14 vertreten und trägt ihre Heimspiele im Stade Maurice Boyau aus. US Dax stand bisher fünf Mal im Finale der französischen Meisterschaft, konnte aber bisher nie den Meistertitel gewinnen. 2007 stieg die US Dax aus der zweithöchsten Liga Pro D2 auf. Sportlich gesehen wäre die Mannschaft nach nur einer Saison wieder abgestiegen, doch nach der aus finanziellen Gründen erfolgten Zwangsrelegation des SC Albi konnte die Mannschaft zunächst in der obersten Liga verbleiben. In der folgenden Spielzeit musste sie absteigen.

## Erfolge
- Meisterschaftsfinalist: 1956, 1961, 1963, 1966, 1973
- Sieger Challenge Yves du Manoir: 1957, 1959, 1969, 1971, 1982

## Meisterschaftsfinalspiele von US Dax
| Datum        | Meister            | 2. Finalist | Ergebnis | Ort                         | Zuschauer |
| ------------ | ------------------ | ----------- | -------- | --------------------------- | --------- |
| 3. Juni 1956 | FC Lourdes         | US Dax      | 20:0     | Stadium Municipal, Toulouse | 38.426    |
| 28. Mai 1961 | AS Béziers         | US Dax      | 6:3      | Stade Gerland, Lyon         | 35.000    |
| 2. Juni 1963 | Stade Montois      | US Dax      | 9:6      | Parc Lescure, Bordeaux      | 39.000    |
| 22. Mai 1966 | SU Agen            | US Dax      | 9:8      | Stadium Municipal, Toulouse | 28.803    |
| 20. Mai 1973 | Stadoceste Tarbais | US Dax      | 18:12    | Stadium Municipal, Toulouse | 26.952    |

## Bekannte ehemalige Spieler
| - Pierre Albaladejo - Jean-Louis Azarete - Jean-Pierre Bastiat - David Bortolussi (Italien) - Philippe Carbonneau - Claude Dourthe - Richard Dourthe - Gérard Dufau - Raphaël Ibañez | - Jean-Patrick Lescarboura - Thierry Lacroix - Fero Lasagavibau (Fidschi) - Jean-Pierre Lux - Olivier Magne - Fabien Pelous - Laurent Rodriguez - Olivier Roumat |